# Jamu e Caxemira (antigo estado)
Jamu e Caxemira (em inglês: Jammu and Kashmir; em urdu: جموں و کشمیر), frequentemente designado pelo acrónimo J&K, foi o Estado mais setentrional da Índia de 1954 a 2019. Durante o verão (maio a outubro) a capital do estado foi Serinagar e no inverno (de novembro a abril) a capital foi Jamu. A área do estado cobriu de facto 141 338 km² que era menor do que a pretensão territorial, visto que parte da região histórica da Caxemira, correspondente aos territórios do antigo estado principesco de Jamu e Caxemira, é administrada pelo Paquistão (Caxemira Livre e Guilguite-Baltistão) e pela China (Aksai Chin, vale de Shaksgam e uma pequena faixa a sudeste do Ladaque).
O estado fazia fronteira com a região chinesa de Sinquião a norte, com o Tibete sob ocupação chinesa a nordeste e a leste, com os estados do Himachal Pradexe e do Panjabe a sul e a Caxemira paquistanesa a noroeste (Guilguite-Baltistão), oeste e sudoeste (Caxemira Livre).
Após a revogação do estatuto especial atribuído a Jamu e Caxemira pelo artigo n.º 370 da constituição, o parlamento indiano aprovou a "Lei de Reorganização de Jamu e Caxemira", que dissolveu o estado e o reorganizou em dois territórios da União: Jamu e Caxemira a oeste e Ladaque a leste, com efeitos a partir de 31 de outubro de 2019. No momento da sua dissolução, Jamu e Caxemira era o único estado da Índia com uma população maioritariamente muçulmana.

## Distritos
O estado foi dividido em três regiões (Jamu, vale de Caxemira e Ladaque) e em 22 distritos:
- Anantnag
- Baramulla
- Budgam
- Serinagar
- Ganderbal
- Kupwara
- Pulwama
- Kulgam
- Shopian
- Bandipore
- Doda
- Poonch
- Rajouri
- Reasi
- Kishtwar
- Udhampur
- Samba
- Jamu
- Ramban
- Lé
- Cargil